# Sistema de niveles de ciudades chinas

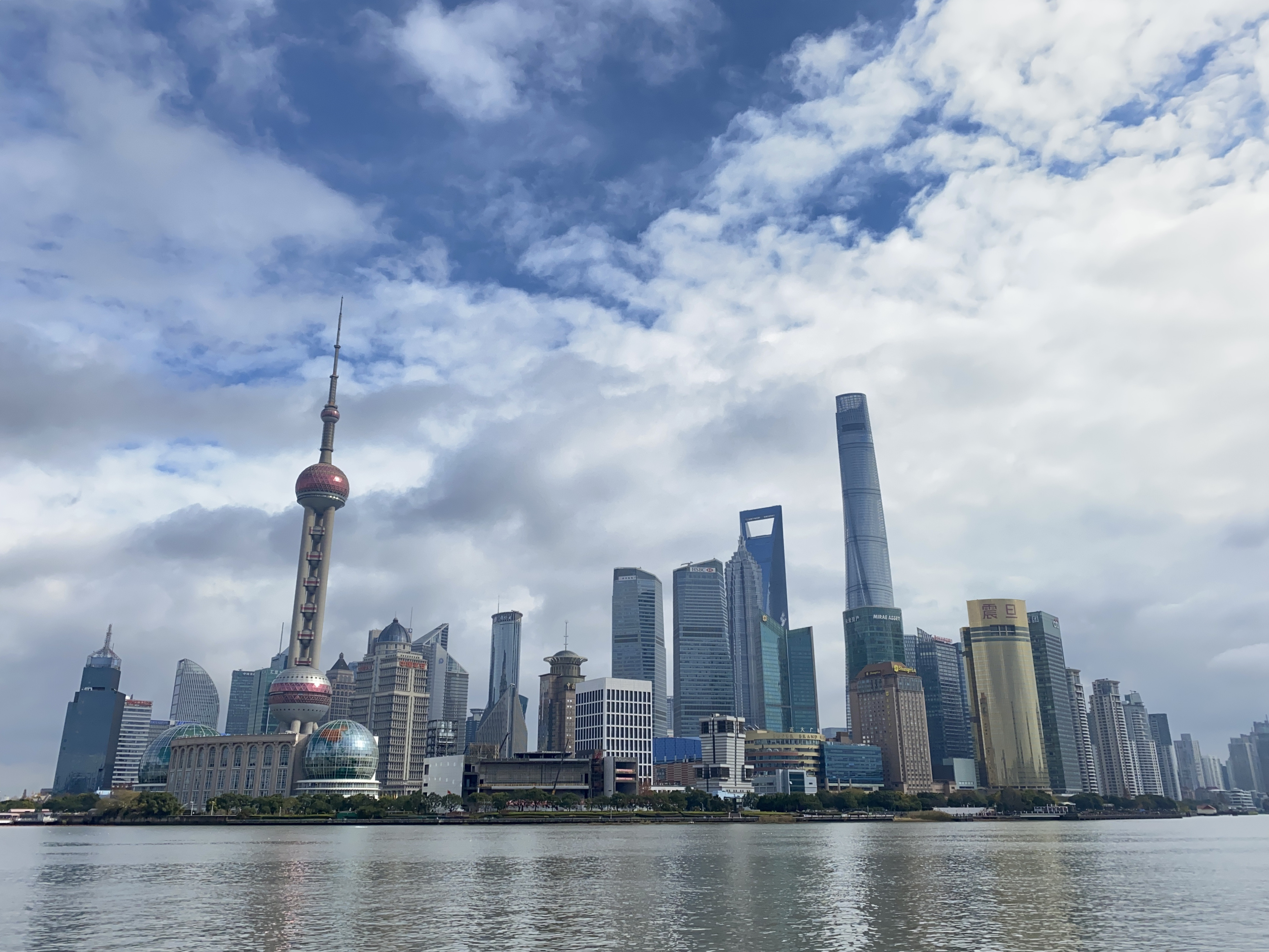
Shanghái, una ciudad "Nivel 1"

El sistema de niveles de ciudades chinas (en chino: 中国城市等级制) es una clasificación jerárquica de ciudades chinas. No hay una lista oficial en China, ya que el gobierno chino no publica ni reconoce una definición oficial o una lista de ciudades incluidas en el sistema de niveles. Sin embargo, es frecuentemente referida por varias publicaciones en medios para propósitos que incluyen al comercio, transporte, turismo, educación y más. Dado el rápido desarrollo de las ciudades chinas y el dinamismo permanentemente cambiando entre ciudades, el sistema de niveles ha ganado una amplia popularidad en los últimos años como un punto de referencia. Las ciudades en distintos niveles reflejan diferencias en el comportamiento de los consumidores, nivel de ingresos, tamaño de la población, sofisticación del consumidor, infraestructura, fuente de talentos y oportunidades de negocios. Este sistema típicamente solo incluye a las ciudades en China continental.

## Antecedentes
Muchos economistas, consultantes y negocios clasifican a las ciudades en China basándose en el sistema de niveles. Los negocios frecuentemente se refieren al sistema de niveles para, por ejemplo, crear estrategias de mercadotecnia, ya que se entiende que tratar a China como un solo mercado no es factible: los consumidores de diferentes regiones y ciudades tienen vastamente distintos niveles de ingresos, comportamientos y tendencias. Las ciudades en distintos niveles difieren ampliamente en el tamaño de su población, infraestructura y el nivel de sofisticación en productos y servicios.
Dado el gran número de ciudades en China, no hay una sola versión de esta clasificación. Comúnmente, se entiende que hay cuatro niveles, con un consenso de que hay cuatro ciudades pertenecientes al Nivel-1 (en chino: 一线城市): Pekín, Shanghái, Cantón y Shenzhen (coloquialmente conocidas como "Bei-Shang-Guang-Shen", 北上广深). Las ciudades de primer nivel representan las áreas más desarrolladas del país, con los consumidores más sofisticados y ricos. Son amplias, densamente pobladas metrópolis urbanas con una gran influencia económica, política y cultural en China.

## Clasificación

### Yicai Global
En 2017, Yicai Global, una revista financiera, publicó una lista nivelada de las "Most Commercially Charming Cities in China" (ciudades más encantadoras comercialmente en China), posicionando 338 ciudades chinas a sobre o en nivel prefectoral basándose en los últimos datos de negocios otorgados por 160 marcas comerciales, comportamiento de consumidores desde 17 compañías de internet y macrodatos de ciudades compilados por instituciones de investigación. El nuevo ranking destacó la atracción comercial de 338 ciudades a partir de datos en cinco dimensiones: (1) concentración de recursos comerciales, (2) la extensión a la cual una ciudad sirve como eje comercial, (3) vitalidad de los residentes urbanos, (4) diversidad de estilos de vida y (5) dinamismo futuro. La lista debajo muestra la clasificación de 2017 de Yicai Global, la cual contiene 338 ciudades posicionadas en 6 niveles: nivel 1, nuevo nivel 1, nivel 2, nivel 3, nivel 4 y nivel 5.
Es importante destacar que una "ciudad" en China puede referir a una unidad administrativa en distintos niveles. Brevemente, mientras que hay 334 unidades a nivel prefectoral en China, hay 2.851 unidades a nivel de condado, y 39,865 unidades a nivel de municipio. Esta lista solo incluye unidades a nivel prefectoral, la segunda división administrativa más alta en China. Una unidad administrativa a "nivel prefectoral" puede ser una ciudad, una prefectura, una prefectura autónoma y una liga. Las cuatro municipalidades directas, Pekín, Shanghái, Chongqing y Tianjin, también son consideradas ciudades a pesar de ser unidades administrativas a nivel provincial. Por estas razones, Yicai Global publicó la lista incluyendo 338 "ciudades": nombrando las 334 unidades a nivel prefectoral más los 4 municipios directos.
| Nivel         | Ciudades (Nota: Dado que muchas ciudades en China tienen nombres que parecen ser idénticos en pinyin, la lista incluye los nombres de las ciudades escritos en caracteres chinos para ayudar a diferenciar) | Número de ciudades |
| ------------- | --- | ------------------ |
| Nivel 1       | Pekín, Shanghái, Cantón, Shenzhen 北京市、上海市、广州市、深圳市 | 4                  |
| Nuevo nivel 1 | Chengdu, Chongqing, Hangzhou, Wuhan, Nankín, Tianjin, Suzhou, Xi'an, Changsha, Shenyang, Qingdao, Zhengzhóu, Dalian, Dongguan, Ningbo 成都市、重庆市、杭州市、武汉市、南京市、天津市、苏州市、西安市、长沙市、沈阳市、青岛市、郑州市、大连市、东莞市、宁波市 | 15                 |
| Nivel 2       | Xiamen, Fuzhou, Wuxi, Hefei, Kunming, Harbin, Jinan, Foshán, Changchun, Wenzhou, Shijiazhuang, Nanning, Changzhou, Quanzhou, Nanchang, Guiyang, Taiyuan , Yantai, Jiaxing, Nantong, Jinhua, Zhuhai, Huizhou, Xuzhou, Haikou, Urumchi, Shaoxing, Zhongshán, Taizhou, Lanzhou 厦门市、福州市、无锡市、合肥市、昆明市、哈尔滨市、济南市、佛山市、长春市、温州市、石家庄市、南宁市、常州市、泉州市、南昌市、贵阳市、太原市、烟台市、嘉兴市、南通市、金华市、珠海市、惠州市、徐州市、海口市、乌鲁木齐市、绍兴市、中山市、台州市、兰州市 | 30                 |
| Nivel 3       | Weifang, Baoding, Zhenjiang, Yangzhou, Guilin, Tangshan, Sanya, Huzhou, Hohhot, Langfang, Luoyang, Weihai, Yancheng, Linyi, Jiangmen, Shantou, Taizhou , Quzhou, Handan, Jining, Wuhu, Zibo, Yinchuan, Liuzhou, Mianyang, Zhanjiang, Anshan, Quzhou, Daqing, Yichang, Baotou, Xianyang, Qinhuangdao, Zhuzhou, Putian, Jilin, Huai'an, Zhaoqing, Ningde, Hengyang, Nanping, Lianyungang, Dandong, Lijiang, Jieyang, Prefectura autónoma coreana de Yanbian, Zhoushan, Jiujiang, Longyan, Luzhou, Fushun, Xiangyang, Shangrao, Yingkou, Sanming, Lishui, Yueyang, Qingyuan, Jingzhou, Tai'an, Luzhou, Panjin, Dongying, Nanyang, Ma'anshan, Nanchong, Xining, Xiaogan, Qiqihar 潍坊市、保定市、镇江市、扬州市、桂林市、唐山市、三亚市、湖州市、呼和浩特市、廊坊市、洛阳市、威海市、盐城市、临沂市、江门市、汕头市、泰州市、漳州市、邯郸市、济宁市、芜湖市、淄博市、银川市、柳州市、绵阳市、湛江市、鞍山市、赣州市、大庆市、宜昌市、包头市、咸阳市、秦皇岛市、株洲市、莆田市、吉林市、淮安市、肇庆市、宁德市、衡阳市、南平市、连云港市、丹东市、丽江市、揭阳市、延边朝鲜族自治州、舟山市、九江市、龙岩市、沧州市、抚顺市、襄阳市、上饶市、营口市、三明市、蚌埠市、丽水市、岳阳市、清远市、荆州市、泰安市、衢州市、盘锦市、东营市、南阳市、马鞍山市、南充市、西宁市、孝感市、齐齐哈尔市 | 71                 |

### South China Morning Post
Una lista no oficial publicada por el South China Morning Post posicionó a 613 ciudades chinas en cuatro niveles. La lista usa varios parámetros como base de clasificación: tamaño de la población, PBI y jerarquía administrativa. De acuerdo al South China Morning Post, el Nivel 1 de ciudades chinas consiste de Pekín, Shanghái, Cantón, Tianjin y Chongqing.

## Críticas
Algunos discuten que el sistema de niveles limita las oportunidades para las ciudades que no están posicionadas en los niveles más altos. Robert Lawrence Kuhn, un banquero de inversiones estadounidense y autor de How China's Leaders Think, discute que las ciudades del tal "segundo nivel" deberían ser llamadas "oportunidades de primera clase", dado que estas ciudades han sido motores de crecimiento para la economía china, potenciado por grandes cantidades de inversiones, nueva infraestructura y una entrada de nuevos talentos. Kuhn dice que "aproximadamente 170 ciudades chinas tienen más de un millón de residentes, pero solo cinco – Shanghái, Pekín, Tianjin, Guangzhou y Shenzhen – son consideradas de "primer nivel" en términos de tamaño y PBI per cápita. Algunas de estas metrópolis tienen poblaciones que exceden las de varios países y son de talla mundial en todo sentido."